# Klincz (chwyt)

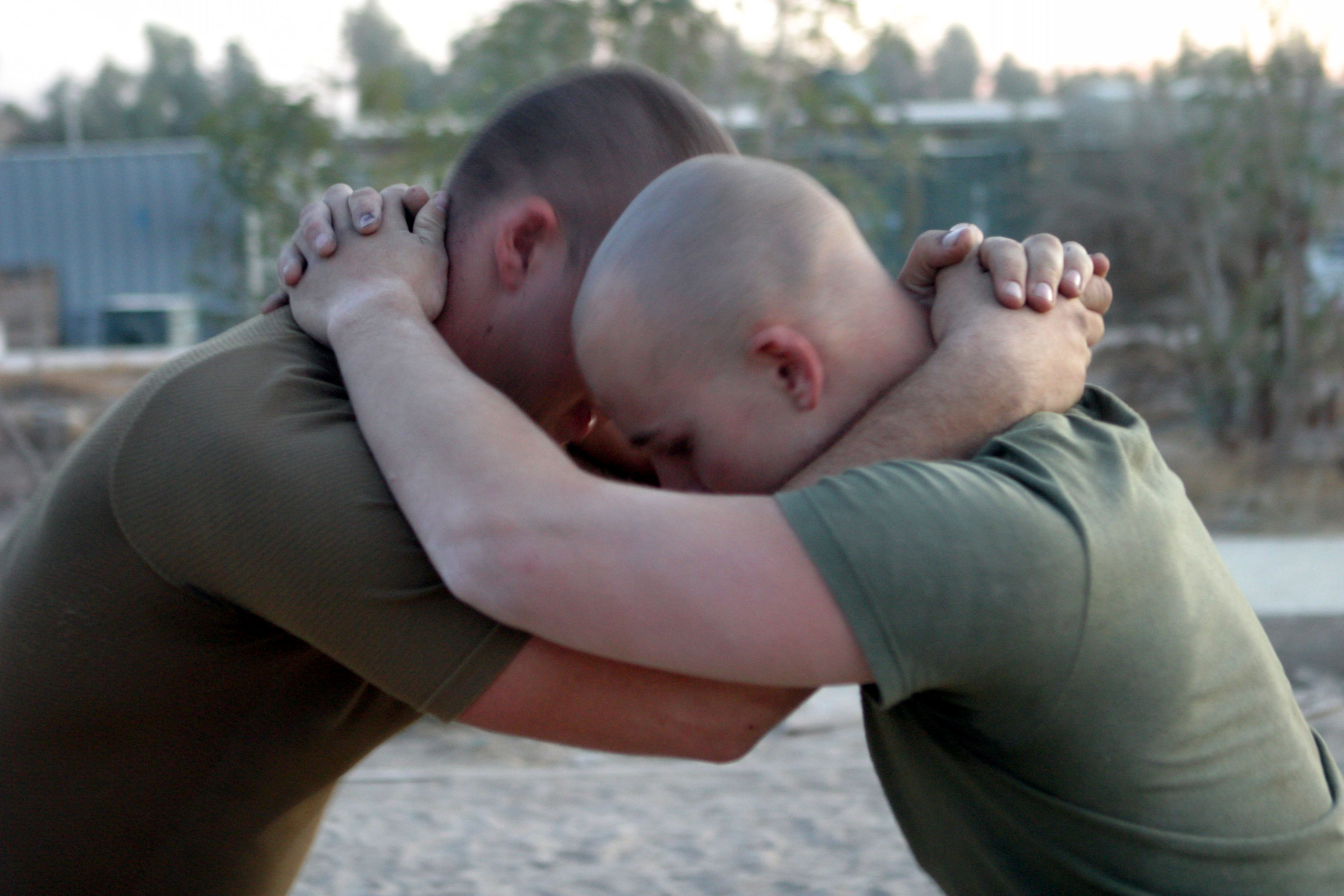
Klincz w boksie tajskim

Klincz (ang. clinch) lub chwyt klamrowy – obustronne przytrzymywanie się przeciwników w trakcie walki wręcz. Najczęściej stykają się oni wtedy bezpośrednio powierzchniami ciał. Występuje w sportach walki. Bardzo duże znaczenie ma w boksie tajskim, gdzie jest to podstawowa technika. 
Słowo „klincz” odnosi się wyłącznie do chwytu występującego w walce pomiędzy stojącymi zawodnikami i jest zakładany wyłącznie rękami. Pozycje i trzymania rękami lub nogami w parterze nie są zaliczane do klinczu, np. garda w BJJ (oplecenie nogami przeciwnika) nie jest klinczem.